# ドレミファンタジー ミロンのドキドキ大冒険
『ドレミファンタジー ミロンのドキドキ大冒険』は、1996年3月22日にハドソンから発売されたスーパーファミコン用横スクロールアクションゲーム。

## 概要
ミロンが主人公のゲームシリーズの第2作目。前作にあたる『迷宮組曲 ミロンの大冒険』とはストーリー上関連はない。ミロンの見せる多彩な表情やコミカルな動きが特徴的。
プロデューサーの藤原茂樹やキャラクターデザイナーの水野祥司、作曲の竹間淳など、同社のボンバーマンシリーズを手掛けたスタッフが多く開発に関わっている。また作中でもボンバーマンがゲスト出演している。
2008年にはWii用ソフトとしてバーチャルコンソールにて配信された。

## システム
Bボタンでジャンプし、敵を踏みつけて気絶させること（ヒップアタック）ができる。気絶させた敵は足場として利用することも可能。
Yボタンを押すことでシャボン玉を放ち、敵をシャボン玉にくるんだり、ソフトブロックを破壊することができる。また、シャボン玉でくるんだ敵に体当たりすることで遠くに飛ばす（倒す）こともできる。Yボタンを長押しすることで「タメシャボン攻撃」（陸上で5方向・水中で8方向にシャボン玉を放つ）を行う。また、Yボタンと十字キーの左右を併用することでダッシュを行う。
楽器「オカリー」の効果はAボタンと十字キーの上を併用することで発揮する。

## アイテム
オンプ
100個取ると残機ストックが1増える(最大9)。連続で入手すると効果音が変化し、10～19個までは2個分とカウントされ、20個以上からは1個が3個分としてカウントされる。
マジカルスーツ
ミロンの服が変化し、ダメージを一回防ぐことができる。二つ集めることでドリームスーツに変化する。
ドリームスーツ
ミロンの服が変化し、ダメージを二回防ぐことができる。一度ダメージを受けることでマジカルスーツに変化する。
れんしゃアップ
一度取るごとにシャボンの連射数が増える。最大3連射。
ひきょりアップ
シャボンの飛距離が伸びる。
ボーリングボール
転がして前方の敵を倒すことができる。
バルーンガム
崖などの高い場所から落ちても、ガムが膨らんで空中に浮かぶことができる（一個まで持つことができる）。
ふわふわシューズ
Bボタンを押している間、下降がゆっくりになる。
めいきゅうのカギ
迷宮を抜け出すのに必要なアイテム。
スパイクシューズ
氷の上でも滑りにくくなる。
クリスタル
アモン城に行くために必要なアイテム。
ミロンの顔
残機ストックが1増える。(最大9)
ミラクルスター
一定時間無敵になる。

### スターオンプ
ステージ2以降、必ず1ステージに5個隠されている。アモンに奪われた楽器の封印を解くために必要なこのゲームのキーアイテム。取らずに先に進むことは出来ない。

### 伝説の楽器
魔人アモンに奪われた楽器。効果を発揮するには、手に入れた次のステージで封印を解く必要がある。
フルーティア
ステージ1クリアで入手。十字キーの左右でブロックを押すことができる。
アコーディム
ステージ2クリアで入手。十字キーで水の中を泳ぐことができる。
トルーペト
ステージ3クリアで入手。シャボン玉を使って、見えないブロックを出現させることができる。
オカリー
ステージ4クリアで入手。音符のハシゴを出すことができる。
ハーピア
アモンを封印する。ガーワが始めから持っており、ステージ6,7のスターオンプでハーピアの封印を解く。

## ストーリー
舞台は平和な国「ファンタジア」に位置する小さな村「ピッコロ」で、そこでは歌声や音楽が流れており、人々と動物が仲良く暮らしていた。
ある日ミロンたちが森で遊んでいるとき、ミロンの友達である妖精エリスに会う。
しかしエリスは各地で楽器が盗まれ、歌声や音楽が消えているという噂に心を痛めている様子だった。そこに突然魔人アモンが現れ、森にあった楽器やエリスを奪い去ってしまう。楽器やエリスを取り戻すため、ミロンは初めての冒険に旅立つ。

## ステージ構成
ステージ1
旅立ちの森
ステージ2
おかしの世界
ステージ3
コンサートホール
ステージ4
ようせいの村
ステージ5
氷の世界
ステージ6
リンリン山
ステージ7
おもちゃの町・アモン城

## キャラクター
（参考：）

### ミロンの家族
ミロン
今作の主人公。明るくて動物に優しいが、少しおっちょこちょいなところがある。8歳。被っている帽子は近所に住んでいる好きな女の子「カリン」にもらったもの。
コロン
ミロンの弟。ミロンと仲が良く、ステージ1でアドバイスをくれる。5歳。
ポロン
ミロンの母親。昔住んでいたピッコロ村で、バロンと知り合った。性格は優しく、料理が得意。29歳。
バロン
ミロンの父親。かつては世界中を旅しながら困っている人たちを助けており、人々からは勇者と呼ばれるようになった。今では森の木こりをやっている。36歳。
メロディ
ペットのうさぎ。

### 妖精たち
エリス
妖精の女王。ファンタジア国の森を守っている。楽器に力を与え、アモンの嫌いなメロディーを復活させることが出来るため、今回アモンにさらわれてしまった。
シーリス
ステージ4に登場。せっかちだが、優しい性格の妖精。
セレア
ステージ4に登場。シーリス･セレア、プルルの中で最も優しい性格を持つ。
プルル
ステージ7に登場。とても勇敢で、ミロンより一足先におもちゃの町について調べていた。

### 音楽家たち
トーサ
ステージ1に登場。ハーピアを除いた伝説の楽器をすべて演奏できる、プロの音楽家。
ホーシー
ステージ2に登場。フルーティアの演奏家で、おかしの世界の音楽の先生でもある。
タカシー
ステージ3に登場する青年音楽家。アコーディムを演奏する。
ブッチー
ステージ4に登場。トルーペトを演奏する。
コーン
ステージ5に登場。氷の世界の音楽の先生で、オカリーの名人。7人の音楽家の紅一点。
ホンマー
ステージ6に登場する少し間抜けな音楽家。リンリン山の人々に音楽を教えにきたが楽器を忘れてきた上に、そもそもリンリン山には人がいなかったという。
ガーワ
ステージ7に登場（ラスボス手前）。伝説の楽器ハーピアを唯一演奏できる音楽家で、平和のために音楽が使われることを願っている。

### ボス
ヤン木ー（ヤンきー）
ステージ1に登場。もともとはピッコロ村の公園にあった皆の大好きな木の人形であったが、アモンによりモンスターにさせられた。
コックさん
ステージ2に登場。おかしの世界のケーキ職人だが、彼もまたアモンにより悪人にされてしまう。
カードマン
ステージ3に登場。コンサートホールでかつてショーを開いていた一流のマジシャン。
エレーナ
ステージ4に登場。綺麗な姿とは裏腹にその正体はカエルのおばさんで、水と色気を使いこなす。
ユキダルマングレート
ステージ5に登場。もとはみんなが作った雪だるまだったが、アモンの力でモンスターになった。
お月SUN（おつきサン）
ステージ6に登場。アモンの力で生まれ変わった太陽と月。2つの姿を使い分けてミロンに襲い掛かる。
ドガギンガー
ステージ7の中ボス。プレゼントボックスに手と足が付いたような見た目。
アモン
今作の最終ボス。人々の邪悪な心から生まれた魔人で、音楽と平和が大嫌い。エリスをさらった張本人でもある。また、相手を騙すためにカエルのような縫いぐるみを被っていた。

### その他･ゲスト
ボルシチ
ステージ5に登場。その昔雪山で遭難していたところバロンに救出された。
ミミ
ボルシチの娘。ミロンと同じくらいの年とされている。なお、母親は妊娠により入院している。
うらないし
ステージ6に登場する占い師。その正体は知られていない。アドバイスばかりか隠しパスワードも教えてくれる。
ボンクラ
ステージ3に登場する人懐っこいネズミ。喋りに訛りがある。
ミモリ博士
ステージ2に登場。発明ばかりしているが、役に立たないものの方が多い。また、ボンバーマンを開発した張本人で、キャンディーの壁を壊すために連れてきた。ミロンには歯医者さんと勘違いされた。
黒ボン
ミモリ博士の開発したボンバーマン。テレ屋だが憎めない。PCエンジン初期の「ブラックボンバーマン」を彷彿とさせるデザインとなっている。
白ボン
ミモリ博士の開発したボンバーマン。優しい優等生で、面白味には欠ける。PCエンジン初期の「ホワイトボンバーマン」を彷彿とさせるデザインとなっている。

## 敵キャラクター一覧
※はボスキャラクター。ボスキャラクターの設定については#キャラクターに記述されている。

### ステージ1（旅立ちの森）
葉っぱお化け
葉っぱの塊のような敵。シャボンでもヒップアタックでも倒すことができる。
バッサ
紫色の鳥のような敵。動いているものと止まっているものがいる。
クルッパ
エリア5だけに出現する敵。風に飛ばされてくる葉っぱお化け。
ピッカン
上から落ちてくるカミナリ。
オーノー
オノを持つマメのような敵。走り回って時々オノを振り回す。
オドングリ
ドングリをヤジロベエ化させた見た目の敵。
ノコギリン
ノコギリを動かしているマメのような敵。
ポッポー
鳩時計のような敵。一定周期で時計の中に出たり入ったりする。
ヤン木ー（ヤンきー）※
HP10。木に登ってから、ミロン目掛けて落下してくる攻撃や、お腹からパンチや鳩を出す攻撃をしてくる。

### ステージ2（おかしの世界）
顔投げお化け
ジャック・オー・ランタンのような頭を持つ敵。名前の通り自分の頭を投げて攻撃してくる。
ローソクン
ろうそくのような敵。火がついているときは倒すことができない。
ミニコック
上からパンケーキを落として攻撃してくる。
どーなっつん
ドーナツに手足が生えたような見た目の敵。突然踊り始める。
ガムマシーン
ガムボールマシンのような敵。2種類のガムの弾を吐く。
クッキーン
クッキーでできた犬。動きが速い。
モグモグ
オレンジを食べるモグラ。当たっても平気である。
グミサイル
穴から発射されるミサイル。
コックさん ※
HP12。「コックさん」の絵描き歌の演出と共に登場するボス。回転しながら体当たりする「回転攻撃」やケーキを上部から落下させる「ケーキ攻撃」が特徴。

### ステージ3（コンサートホール）
ガクーフ
楽譜のような敵。フワフワと落ちてくる。
カスタン
教育用カスタネットのような敵。速いスピードでミロンを追ってくる。
コブーン
青い服を着た、臆病なネズミ。穴からチーズを投げてくる。
オヤブーン
赤い服と眼帯が特徴のネズミ。短剣を投げてくる。
ぴょんたん
バック転をしてからラッパを吹くタヌキ。
マイクン
サングラスを着けたマイク。口から文字を出して攻撃してくる。
びりびり
壁に沿って移動する光の球体。
カードマン ※
HP12。「トランプ投げ攻撃」や着弾点が発火するバラを投げる「バラ投げ攻撃」、「帽子投げ攻撃」、「分身体当たり」をしてくる。

### ステージ4（ようせいの村）
ピラニン
緑色のピラニアのような敵。水中を移動するものや、水上を跳ねるものがいる。
ナゲヤリ
槍を投げつけて攻撃してくる。地上で槍を投げる紫色のものと、水中で投げつけてくる緑色のものがいる。
テッポウ魚
青色の魚。吐き出される水に乗って移動することができる。
プカプン
浮き輪を使って水上を浮いている敵。
ツンツン
青色の鳥。ミロン目掛けて上から猛スピードで突っ込んでくるものとミロンの方をただ見ているだけのものがいる。
びびりん
壁沿いをグルグルと移動する光る球体。
おたまちゃん
オタマジャクシのような敵。時々移動速度が速くなる。
ゲコゲコ
カエルのような敵。近づくと跳ねながら体当たりをしてくる緑色のものと、弾を吐いて攻撃してくる赤色のものがいる。
エレーナ ※
HP12。当たるとメロメロになってしまう「ハート攻撃」や、天井のトゲ目掛けてミロンを押し上げる「水柱攻撃」、2つのオノを投げてくる攻撃、そして星を落としてくる「スター攻撃」の4つの攻撃を仕掛けてくる。ダメージを与えることで少しずつ正体を暴くことができる。

### ステージ5（氷の世界）
ペシペシ
蝶ネクタイを着けた緑色のペンギン。雪玉を投げて攻撃してくる。
ホバリーン
風船を着けて空中に浮かぶウサギ型ロボット。
ユキダルマン
青いバケツを被った雪だるま。地上を回転しながら移動するものと移動せずに雪玉を投げてくる。
ボヨヨ～ン
風に飛ばされてくる小さな雪男。
ツッコミアザラシ
滑りながら突っ込んでくるアザラシ。
子ギツネン
左右に行ったり来たりしている子ギツネ。
ウサピョン
ミロンを見るとピョンピョン近づいてくる白いウサギ。
ユキダルマングレート ※
HP15。通常のユキダルマンよりも大きなユキダルマン。頭を体の上で跳ねさせながら向かってくる「体当たり攻撃」、大きな頭が水平に飛んでくる迫力満点の「デカアタマ投げつけ攻撃」、頭を降らせてくる「アタマ投げつけ攻撃」、「雪玉投げ攻撃」の4つの攻撃を仕掛けてくる。

### ステージ6（リンリン山）
ウッホッホ
原人のような敵。すごいスピードで追ってくる。
トゲ坊
転がって移動するハリネズミ。移動中は無敵。
子ボア
卵の中に隠れている緑色の雛。普段は卵の中の隠れているが、ミロンが近づくと長い炎を吐いて攻撃してくる。
オヤボア
空中を左右に飛んでいる、子ボアの親鳥。
マグマン
溶岩。液体になっているときは無敵。
ゴロウッホ&ちっちゃ岩
原人のような敵「ゴロウッホ」が一定周期で小さい岩を転がしてくる。
カザーン
小さい火山のような敵。ゆっくり移動してきて、時々火山弾を出す。
カチカッチン
かちかち山のタヌキのような敵。ヒップアタックをすることができない。
ボム～ン
爆弾のような敵。一定時間で爆発する。
お月SUN（おつきサン）※
HP13。太陽と月の二つの姿を使い分けて襲いかかる。太陽の姿と月の姿でそれぞれ4種類、計8種類の攻撃を仕掛けてくる。太陽の姿では溶岩を吐き出す「溶岩攻撃」、火柱を放つ「火柱攻撃」、リーチの長いパンチをしてくる「パンチ攻撃」と「太陽体当たり攻撃」を仕掛けてくる。月の姿では「顔面アタック」、空から流星を降らせる「流星攻撃」、弓矢の要領で星の矢を放った後、分裂した4つの星がミロン目掛けて飛んでくる「サーチ流星攻撃」、「月体当たり攻撃」を繰り出してくる。太陽の姿か月の姿であるかで昼と夜が変わる。

### ステージ7 （おもちゃの町/アモン城）
ピエロビックリ箱
ミロンが近づくとピエロの顔が飛び出してくる。
爆弾ビックリ箱
ミロンが近づくと爆弾が2個飛び出す。
ラジコーン
空中で円を描くように飛んでいるラジコン。
ボーボー
どんな攻撃も通用しない無敵の火の玉。
バア～
ビックリ窓から急に飛び出してくるお化け。
体操君
トランポリンの上で跳ねている敵。
チビ騎士
剣を持った小さな騎士。ミロン目掛けて突っ込んでくる。
デカ騎士
攻撃してくることはないが、倒すこともできない大きな騎士。
オバッケ
赤い目をしたお化け。ミロンの方へウロウロしながら近づいてくる。
とびはねん
大きくジャンプしながらミロンに近づいてくる。横に長い耳が特徴。
コウモリン
天井から襲いかかってくるコウモリ。
ドガギンガー（おもちゃの町のボス）※
HP15。ジャンプしながら光の弾を吐き出す「ボンボン攻撃」や、「ロケットパンチ攻撃」を仕掛けてくる。
アモン（前半戦）※
HP15。王冠を着け、マントを羽織った、カエルのような緑色の姿をしている。ヒップアタックや腕を伸ばしてくる「パンチ攻撃」、ピンク色の煙と共に飛び上がる「オナラ攻撃」を仕掛けてくる。
アモン（最終ボス）※
HP36。アモンがカエルのような着ぐるみを脱いで正体を現した姿。ミロンを追尾する光の弾を出す「誘導光弾攻撃」、どれだけ離れていてもミロンの左右からパンチが襲いかかる「異次元パンチ攻撃」、上空から巨大なサーチライトを放つ「サーチライト攻撃」の3つの攻撃をしてくる。

## 移植版
| No. | タイトル                                                                                 | 発売日                                   | 対応機種 | 開発元   | 発売元   | メディア                              | 型式 | 備考 |
| --- | ---------------------------------------------------------------------------------------- | ---------------------------------------- | -------- | -------- | -------- | ------------------------------------- | ---- | ---- |
| 1   | ドレミファンタジー ～ミロンのドキドキ大冒険～ DoReMi Fantasy: Milon's DokiDoki Adventure | 2008年2月26日 2008年3月10日 2008年9月5日 | Wii      | ハドソン | ハドソン | ダウンロード （バーチャルコンソール） | -    |      |

## スタッフ
- ゲーム・デザイン：川田忠之（川田名人）、印南好司
- プログラマー：小坂恭洋、永田淳夫、高島哲治
- デザイナー：角谷みか、長山真希、向井由美、田中和恵、伊原朱美、後藤幸徳、相馬英樹
- アート・ディレクター：水野祥司、吉見直人
- 音楽：JUN CHIKI CHIKUMA（竹間淳）
- サウンド・プログラマー：AKIHIRO AKKI SATOH（佐藤昭洋）、YAMAMOTO LOVEDUB HIRONAO（山本裕直）、ICHIRO SOFTS SHIMAKURA（嶋倉一朗）、本間章浩、KATU（高橋克昇）、LU.IWABUCHI（岩渕貴幸）、岡秀樹
- サウンド・プロデューサー：笹川敏幸、TOS HAPPY TAKIMOTO（滝本利昭）
- プロデューサー：BOMBER FUJIWARA（藤原茂樹）、澤口岳志
- ディレクター：三上由起子

また、ゲーム中のスタッフロールに名前は無いが、公式ガイドブックの制作スタッフ欄にハドソンから提供されたイラストの制作者の一人として「佐藤梢」の名前が、水野祥司・吉見直人に並んで掲載されている。

## 評価
ゲーム誌『ファミコン通信』の「クロスレビュー」では合計23点（満40点）、『ファミリーコンピュータMagazine』の読者投票による「ゲーム通信簿」での評価は以下の通り19.1点（満30点）となっている。また、1998年に刊行されたゲーム誌『超絶 大技林 '98年春版』（徳間書店）では、「主人公ミロンや敵キャラたちのアクションは豊富で、表情を見ているだけでも楽しい」と肯定的に評価されている。
| 項目 | キャラクタ | 音楽 | お買得度 | 操作性 | 熱中度 | オリジナリティ | 総合 |
| 得点 | 3.5        | 3.2  | 3.1      | 2.9    | 3.2    | 3.2            | 19.1 |

## 関連書籍

### 攻略本
- ドレミファンタジー ミロンのドキドキ大冒険 ハドソン公式ガイドブック
  - 1996年、小学館発行、ISBN 4-09-102535-8。ミロンなどの登場キャラクターの設定資料や作中で使用されている楽曲の楽譜が3曲分掲載されている。

### 漫画
『ドレミファンタジー ミロンのドキドキ大冒険 ワクワク4コマギャグ日記』のタイトルで月刊コロコロコミック1995年9月号〜1996年3月号まで、巻末のカラーページに掲載する形式で連載されていた。著者はひかわ博一。公式ガイドブックにもひかわによる4コマ漫画が掲載されている。